# Белино
Белѝно (на италиански: Bellino; на пиемонтски: Blin, Бълин, на окситански: Blins, Блинс) е село и община в Северна Италия, провинция Кунео, регион Пиемонт. Разположено е на 1576 m надморска височина. Населението на общината е 144 души (към 2010 г.).